# Ндлову, Нкулулеко
Нкулулеко Аманда Ндлову (англ. Nkululeko Amanda Ndlovu; родился 29 апреля 1994 года в Данди) — южноафриканский регбист.

## Биография
Является воспитанником академии «Шаркс». На Родине выступал за команду «Бордер Бульдогс» на протяжении трех сезонов. В июне 2019 года присоединился к «Металлургу». Дебютировал в матче против «Локомотив-Пенза» и сразу отметился результативными действиями (забил реализацию в конце матча). Ндлову стал одним из творцов исторической гостевой победы сибиряков над одним из флагманов российского регби, клубом «ВВА-Подмосковье». В том поединке Ндлову набрал все 12 баллов команды. По итогам сезона стал самым результативным игроком команды с 36 очками (12 штрафных). Сезон 2020 года игрок начал основным десятым номером команды и с ходу принялся показывать отличную результативность (14 очков в первом туре).

## Стиль игры
По собственным словам, ранее был очень неважным бьющим, однако со временем исправил этот недостаток.